# Phyllodesma ilicifolia
Phyllodesma ilicifolia е вид пеперуда от семейство Лазиокампиди (Lasiocampidae). Видът е уязвим и сериозно застрашен от изчезване.

## Разпространение
Разпространен е в Австрия, Беларус, Белгия, Германия, Дания, Естония, Испания, Италия, Казахстан, Китай, Латвия, Литва, Монголия, Норвегия, Полша, Румъния, Русия, Словакия, Украйна, Финландия, Франция, Чехия, Швейцария, Швеция и Япония.